# Conservatoire botanique
En France, un Conservatoire botanique (qui peut être national, régional..) est généralement un organisme public ou semi-public à caractère scientifique, parfois agréé par le ministère chargé de l'environnement. Il a pour vocation de contribuer à la protection du patrimoine végétal sauvage et éventuellement domestiqué et cultivé (agriculture, arboriculture, sylviculture).
Le premier créé dans le monde francophone et entièrement consacré à la conservation du patrimoine végétal naturel a été le conservatoire botanique de Brest.
Il existe aussi des banques de semences et des conservatoires génétiques spécialisés dans la biologie de la conservation et parfois dans une gestion conservatoire de la diversité génétique de souches végétales cultivées (céréales, arbres, etc.)
Un nombre croissant de jardins botaniques s'inscrivent aussi dans des programmes de conservation, réintroduction, etc.

## Approches internationales
Les conservatoires botaniques, avec de nombreux jardins botaniques et avec l'IPEN (Réseau International d'échange de Plantes - International Plant Exchange Network) inscrivent leur travail dans un réseau international.
- L'Europe a mis au point une stratégie européenne[1] de protection des plantes.
- Après le constat en 2010 à Nagoya de l'échec des politiques de biodiversité telles que construites avant 2010, L'ONU envisage un nouveau projet de Stratégie mondiale de conservation des plantes[2], qui devrait être évalué à la Conférence d'Hyderabad sur la diversité biologique, qui est la 11e COP (conférence des Parties) de la « Convention sur la diversité biologique » l'Organisation des Nations unies. La CITES appuie cette stratégie pour ce qui concerne le contrôle du commerce international[3].
- Ces deux stratégies se déclinent en 5 grands objectifs : 
  - connaître et recenser la diversité végétale,
  - conserver la diversité végétale,
  - utiliser la diversité végétale de manière durable,
  - éduquer et sensibiliser le public à la diversité végétale
  - renforcer les capacités en matière de conservation de la diversité végétale:

Ces stratégies font l'objet d'évaluation scientifiques périodiques